# Дезерет (Юта)
Дезерет (англ. Deseret) — переписна місцевість (CDP) в США, в окрузі Міллард штату Юта. Населення — 327 осіб (2020).

## Географія
Дезерет розташований за координатами 39°17′15″ пн. ш. 112°39′4″ зх. д. / 39.28750° пн. ш. 112.65111° зх. д. (39.287633, -112.651114).  За даними Бюро перепису населення США в 2010 році переписна місцевість мала площу 7,95 км², уся площа — суходіл.

## Демографія
Згідно з переписом 2010 року, у переписній місцевості мешкали 353 особи в 111 домогосподарстві у складі 91 родини. Густота населення становила 44 особи/км².  Було 124 помешкання (16/км²).
Расовий склад населення:
| - 97,7 % — білих - 1,4 % — корінних американців - 0,3 % — вихідців з тихоокеанських островів |

До двох чи більше рас належало 0,6 %. Частка іспаномовних становила 2,3 % від усіх жителів.
За віковим діапазоном населення розподілялося таким чином: 35,1 % — особи молодші 18 років, 53,6 % — особи у віці 18—64 років, 11,3 % — особи у віці 65 років та старші. Медіана віку мешканця становила 33,5 року. На 100 осіб жіночої статі у переписній місцевості припадало 107,6 чоловіків;  на 100 жінок у віці від 18 років та старших — 100,9 чоловіків також старших 18 років.
Середній дохід на одне домашнє господарство  становив 62 270 доларів США (медіана — 47 738), а середній дохід на одну сім'ю — 90 936 доларів (медіана — 94 219). За межею бідності перебувало 4,2 % осіб, у тому числі 0,0 % дітей у віці до 18 років та 13,8 % осіб у віці 65 років та старших.
Цивільне працевлаштоване населення становило 189 осіб. Основні галузі зайнятості: освіта, охорона здоров'я та соціальна допомога — 37,6 %, сільське господарство, лісництво, риболовля — 34,9 %, транспорт — 9,0 %, публічна адміністрація — 7,9 %.